# Aegialia crassa
Aegialia crassa är en skalbaggsart som beskrevs av Leconte 1857. Aegialia crassa ingår i släktet Aegialia och familjen Aegialiidae. Inga underarter finns listade i Catalogue of Life.